# Los Angeles Clippers
Los Angeles Clippers é uma equipe norte-americana de basquete profissional localizada no Condado de Los Angeles. O time compete na National Basketball Association (NBA) como membro da Divisão do Pacífico da Conferência Oeste. Os Clippers disputam suas partidas em casa no Intuit Dome, ginásio próprio inaugurado em 2024, após anos dividindo arena com o rival Los Angeles Lakers.
A franquia foi fundada em Buffalo, Nova York como Buffalo Braves em 1970, uma equipe de expansão da liga. Conflitos sobre o ginásio Buffalo Memorial Auditorium e a venda da franquia levaram à sua mudança de Buffalo para San Diego, Califórnia, em 1978, e subsequente renomeação como San Diego Clippers, em referência aos navios à vela vistos na Baía de San Diego. A equipe obteve pouco sucesso em quadra e não se classificou para os playoffs (fase final da temporada da NBA) durante todos os seus seis anos em San Diego.
Em 1984, o proprietário Donald Sterling controversamente realocou a franquia para Los Angeles sem a aprovação da NBA, o que causou uma disputa judicial entre a liga e Sterling. Ao longo de suas primeiras 27 temporadas em Los Angeles, os Clippers se classificaram para os playoffs apenas quatro vezes e venceram uma única rodada. Frequentemente considerados perdedores perenes nos esportes profissionais americanos, a equipe recebia comparações desfavoráveis aos historicamente bem-sucedidos Lakers. Sterling acabaria sendo forçado a vender o time após declarações racistas em 2014, e desde então o Clippers é de propriedade do cofundador da Microsoft Steve Ballmer.
A reputação dos Clippers melhorou durante a década de 2010, quando o "Lob City" de Blake Griffin, DeAndre Jordan e Chris Paul fez a equipe se classificar para os playoffs em seis temporadas consecutivas, de 2012 a 2017, com dois títulos de divisão consecutivos em 2013 e 2014, os primeiros da franquia. Apesar do relativo sucesso, os Clippers enfrentaram dificuldades nos playoffs e foram frequentemente eliminados nas semifinais de conferência; a equipe alcançou as finais de conferência pela primeira vez somente em 2021. Até o momento, são a franquia mais antiga dos esportes profissionais da América do Norte a nunca ter jogado uma final de sua liga.

## História

### 1970–1978: Buffalo Braves

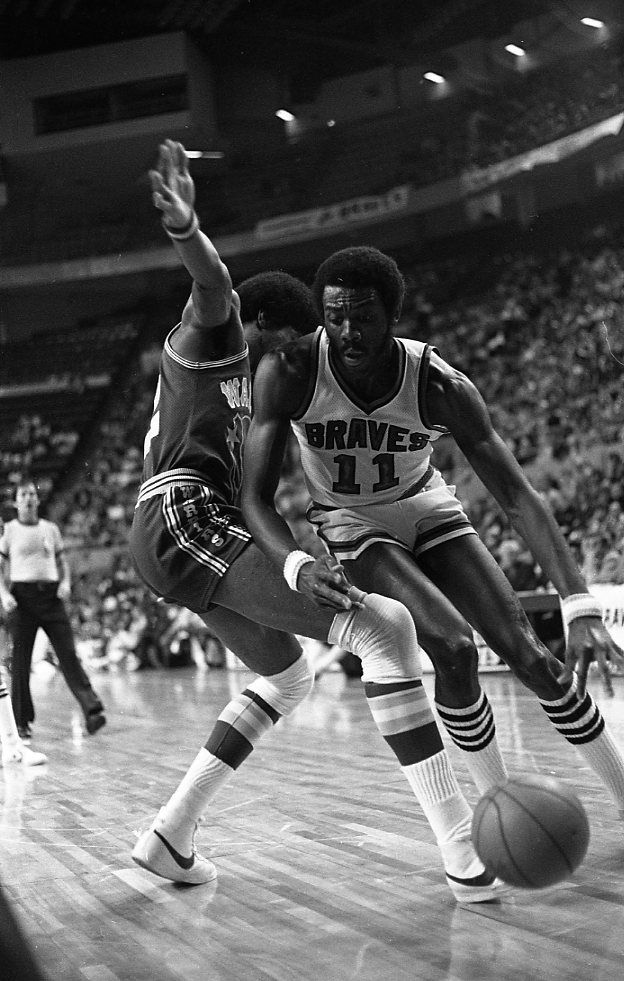
Bob McAdoo (11) foi o MVP da NBA na temporada de 1974–75 com médias de 34.5 pontos e 14.1 rebotes.

A franquia começou no oeste de Nova York como Buffalo Braves, um dos três times de expansão da NBA que estrearam na temporada de 1970-71, junto com o Portland Trail Blazers e o Cleveland Cavaliers. Eles jogavam suas partidas em casa no Buffalo Memorial Auditorium, junto com outro time de Buffalo que começaria a jogar naquele ano, o Buffalo Sabres da National Hockey League (NHL).
Após duas temporadas difíceis, a sorte dos Braves começou a mudar sob o comando do técnico Jack Ramsay e do astro Bob McAdoo. Ele liderou a NBA em pontuação por três temporadas consecutivas e foi nomeado MVP na temporada de 1974–75. Os Braves se classificaram para os playoffs três vezes seguidas, perdendo duas vezes para os campeões da Conferência Leste (o Boston Celtics em 1974 e 1976 e o Washington Bullets em 1975).
Apesar do sucesso modesto da equipe em Buffalo, o proprietário dos Braves, Paul Snyder, e a liga encontraram dificuldades para agendar jogos em casa devido ao time de basquete masculino da Canisius University, que tinha um contrato de arrendamento preexistente no local e prioridade nas datas dos jogos sobre os Braves, com as próximas melhores datas sendo tomadas pelos mais bem-sucedidos Sabres. Em um momento em que a NBA estava perto de um declínio e a liga não tinha o prestígio atual, a Canisius viam os Braves como uma ameaça ao seu próprio sucesso e agendavam intencionalmente as melhores datas. Como resultado, após uma tentativa fracassada de vender o time para um proprietário que pretendia movê-lo para o sul da Flórida, Snyder vendeu o time para John Y. Brown Jr., proprietário do Kentucky Colonels, que desmantelou o elenco da equipe, trocou todas as suas estrelas e reduziu a frequência aos jogos a ponto de poder romper seu próprio contrato de arrendamento no ginásio.
Eventualmente, Brown se encontrou com o proprietário dos Celtics, Irv Levin, em 1978, para que pudessem trocar a propriedade das franquias. Levin, morador do sul da Califórnia, então decidiu mudar os Braves para San Diego, algo que a liga nunca teria permitido com os Celtics. Questionado sobre a mudança, Levin mencionou um trajeto mais curto como um dos principais motivos.

### 1978–1984: San Diego Clippers
Em 1978, San Diego recebeu com entusiasmo a realocação do Buffalo Braves, uma vez que a cidade havia perdido sua franquia anterior da NBA, o San Diego Rockets, que se mudaram para Houston em 1971. Outra tentativa frustrada de equipe de basquete na cidade foram o San Diego Conquistadors.
Os dirigentes da equipe de San Diego não acharam que "Braves" era um apelido apropriado para representar o clube na cidad, e um concurso local de nomeação decidiu pelo nome "Clippers", em referência aos grandes navios à vela que passavam pela Baía de San Diego. O primeiro técnico dos Clippers foi escolhido como Gene Shue, um tático respeitado, que preferia um estilo de jogo rápido com muitas oportunidades de pontuação. A equipe começou com apenas três jogadores remanescentes dos Braves: Randy Smith, Swen Nater e Scott Lloyd. Outros jogadores titulares incluíam Kermit Washington e Sidney Wicks. World B. Free também foi trazido, em troca de uma escolha futura de primeira rodada para o Philadelphia 76ers.
A temporada de 1978-79 começou mal para os Clippers, com a primeira vitória da equipe ocorrendo apenas no quarto jogo contra o Chicago Bulls. A equipe perdeu 12 de seus primeiros 18 jogos e caiu para o último lugar da Divisão do Pacífico. O jogador Kevin Kunnert argumentou que eles tinham "o instinto assassino de um rato de campo". A pior derrota foi contra o San Antonio Spurs por 163-125. No entanto, em questão de semanas, World B. Free se tornou o principal pontuador, além de se tornar um ícone público. Ele terminou em segundo lugar na média de pontos da NBA com 28,8 (George Gervin, do San Antonio Spurs, teve uma média de 29,6).
Enquanto isso, o treinador Shue tentava criar um espírito de equipe promovendo uma vida social comum. Até o intervalo para o All-Star Game, os Clippers melhoraram, vencendo metade de seus 54 jogos, o que os colocou em sexto lugar na Conferência Oeste. Buscando uma das seis vagas nos playoffs, eles conseguiram uma sequência de oito vitórias consecutivas, seguidas por mais cinco vitórias seguidas. Jogando na San Diego Sports Arena, os Clippers encerraram sua primeira temporada na Califórnia com um recorde de 43-39, ficando a duas vitórias da última vaga nos playoffs.
Na temporada de 1979-80, os Clippers começaram a enfrentar dificuldades, apesar de adicionar o pivô Bill Walton, nativo de San Diego que havia vencido um título da NBA e o Prêmio de MVP da NBA dois anos antes com o Portland Trail Blazers. Walton perdeu 68 jogos em sua primeira temporada em San Diego devido a lesões no pé (que também o afetaram em seus últimos anos em Portland). San Diego terminou com um recorde de 35-47, pois Walton e outros jogadores chave perderam tempo significativo devido a lesões. World B. Free novamente terminou em segundo na pontuação da liga, com média de 30,2 pontos. Paul Silas substituiu Gene Shue como treinador principal na temporada seguinte e os Clippers terminaram com um recorde de 36-46, mais uma vez não alcançando os playoffs. Walton perdeu toda a temporada devido a lesões no pé, enquanto Free foi negociado com o Golden State Warriors em troca do armador Phil Smith.
A temporada de 1981-82 trouxe mudanças profundamente indesejadas para a franquia, pois Levin vendeu o time para Donald Sterling, um desenvolvedor imobiliário e advogado da área de Los Angeles, por 12,5 milhões de dólares. Os Clippers experimentaram um jogo fraco, já que lesões no pé novamente fizeram Walton perder toda a temporada e a equipe terminou com um recorde de 17-65. Rumores de uma mudança para a cidade natal de Sterling, Los Angeles, e má gestão da franquia assolaram o time imediatamente após a aquisição. Em uma ocasião, Sterling foi multado em dez mil dólares pela NBA, a maior quantia já aplicada pela liga contra um proprietário na época, por garantir publicamente que os Clippers perderiam jogos o suficiente para ter uma escolha alta no draft para selecionar Ralph Sampson. Em outra ocasião, ele foi multado por colocar seus jogadores em assentos econômicos em voos comerciais nos jogos fora de casa, violando o acordo coletivo da liga. Hotéis se recusaram a hospedar os Clippers devido a alegações de falta de pagamento por acomodações anteriores em várias ocasiões. Uma empresa de ônibus em Newark uma vez deixou a equipe no aeroporto depois que Sterling não pagou por viagens anteriores, o que quase fez a equipe perder um jogo contra o New Jersey Nets naquele dia.
Em 1982, Sterling tentou relocar a franquia para Los Angeles, mas a NBA negou seu pedido. Posteriormente, Sterling entrou com uma ação mal-sucedida contra a liga, que por sua vez apresentou uma contra-ação contra o clube e o Los Angeles Memorial Sports Arena, com o qual Sterling tinha um acordo preliminar para se tornar a nova casa da franquia. A tentativa de mudança, aliada aos problemas de gestão da franquia, provocou uma investigação dos Clippers por um comitê da NBA composto por outros proprietários. Em setembro daquele ano, o comitê recomendou a terminação da propriedade de Sterling, após constatar que ele estava atrasado no pagamento de credores e jogadores. Dias antes de uma votação agendada pela liga em outubro para remover Sterling, ele concordou em vender a equipe, e a liga procurou compradores que mantivessem a franquia em San Diego. Sob sugestão de David Stern, então vice-presidente da liga, Sterling conseguiu manter sua posição como proprietário, transferindo as operações da franquia para Alan Rothenberg, que se tornou presidente da equipe. Em fevereiro de 1983, Stern descreveu os Clippers como uma franquia "de primeira classe", e a destituição de Sterling não foi mais perseguida. Mais tarde, em 1983, Larry Fleisher, então consultor geral da Associação de Jogadores, afirmou: "Em todos os meus anos de envolvimento com a NBA, nenhum time causou tantos problemas para os jogadores quanto os Clippers sob a gestão de Sterling. Ele quase causou três greves na última temporada". As duas últimas temporadas da equipe em San Diego não foram muito melhores em quadra, apesar de Walton finalmente retornar à ação, terminando com 25-57 em 1982-83 e 30-52 em 1983-84.
Em 1984, Sterling, novamente sem permissão da NBA, mudou os Clippers para Los Angeles. A NBA posteriormente multou Sterling em 25 milhões de dólares por violar as regras da liga e entrou com um processo exigindo que a franquia fosse devolvida a San Diego. A liga ameaçou dissolver a franquia se a propriedade não cumprisse e devolvesse a equipe a San Diego. Sterling então entrou com outra ação contra a liga (por 100 milhões de dólares). Desta vez, graças à decisão judicial que permitiu a Al Davis mover o Oakland Raiders da National Football League (NFL) para Los Angeles, parecia que Sterling ganharia seu caso. A liga logo concordou em retirar seu processo em troca de Sterling abandonar o seu, permitindo-lhe manter a equipe em Los Angeles e reduzindo sua multa para seis milhões de dólares.
Quarenta anos após os Clippers da NBA deixarem San Diego, o Ontario Clippers da G-League seriam relocados de Ontario, Califórnia, começando com a temporada de 2024-25, adotando o nome San Diego Clippers, assim como a versão modernizada do logo das "três velas".

### 1984–1989: Ida para Los Angeles e dificuldades

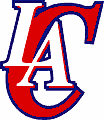
O logo secundário dos Clippers de 1991 até 2010. A variação também foi usado de 2010 até 2015.

Em 1984, apesar das pendências legais entre a propriedade da franquia e a NBA após a mudança, os Clippers começaram a jogar no Los Angeles Memorial Sports Arena. Os Clippers terminaram sua primeira temporada em Los Angeles com um recorde de 31-51 sob o comando do técnico Jim Lynam.
Os primeiros dias dos Clippers em Los Angeles foram marcados por várias temporadas de desempenhos lamentáveis. Apesar de contar com um elenco de veteranos talentosos, a organização sofreu com lesões sistemáticas em muitos de seus jogadores principais. Esse fenômeno foi apelidado de "Triângulo dos Clippers" por alguns jornalistas esportivos, fazendo referência à lenda urbana do Triângulo das Bermudas. Derek Smith sofreu uma lesão no joelho durante a temporada de 1985-86, seguido por Norm Nixon (joelho) e Marques Johnson (medula espinhal) na temporada seguinte. A marca de 12-70 da equipe na temporada de 1986-87 foi o segundo pior recorde em uma única temporada na história da NBA na época (e agora é a terceira pior porcentagem de vitórias na história da NBA, atrás apenas do Philadelphia 76ers de 1973 e do Charlotte Bobcats de 2012). Nessa mesma temporada, Elgin Baylor se juntou à equipe como gerente geral e vice-presidente de operações de basquete. Norm Nixon sofreu com um tendão de Aquiles dolorido na temporada de 1987-88, enquanto o novato e primeira escolha do draft de 1988, Danny Manning, lesionou o ligamento cruzado anterior durante a temporada de 1988-89.

### 1989–1994: Playoffs
Os Clippers trocaram os direitos de draft de Danny Ferry e Reggie Williams por Ron Harper no início da temporada de 1989-90. Los Angeles tinha um recorde de 19-19 quase na metade da temporada, levando alguns a considerarem seriamente a equipe como possível candidata aos playoffs. Essa movimentação, juntamente com o draft de Ken Norman em 1987, as seleções de Danny Manning e Charles Smith em 1988 (Smith foi adquirido do Philadelphia em troca dos direitos de draft de Hersey Hawkins), e o draft de Loy Vaught em 1990, formaram um núcleo que tornaria a franquia um concorrente aos playoffs.
Na metade da temporada de 1991-92, os Clippers fizeram mais uma mudança de treinador. Larry Brown, recentemente demitido pelo San Antonio Spurs, foi contratado como técnico principal da equipe no final de janeiro de 1992. Ele substituiu Mike Schuler, que havia levado a equipe a um recorde de 22-25 antes de sua demissão. Brown terminou a temporada com um aproveitamento de 23-12, resultando em um recorde geral de 45-37 - a primeira temporada vitoriosa da franquia em 13 anos. Pela primeira vez desde a mudança para Los Angeles, eles terminaram com um recorde melhor do que o rival Los Angeles Lakers. Os Clippers avançaram para os playoffs pela primeira vez em 16 anos (desde os dias áureos de Buffalo da franquia), mas foram eliminados na primeira rodada pelo Utah Jazz por 3-2. Devido aos distúrbios de Los Angeles em abril de 1992, o Anaheim Convention Center foi o local do Jogo 4 da série, que os Clippers venceram. A equipe voltou aos playoffs na temporada de 1992-93 com um recorde de 41-41, mas perdeu novamente em cinco jogos na primeira rodada, desta vez para o Houston Rockets.
Brown deixou o cargo para se tornar treinador principal do Indiana Pacers após a temporada, e Bob Weiss foi contratado para substituí-lo. A temporada de 1993-94 acabou sendo uma das piores na história de Los Angeles, com Clippers e Lakers combinando um recorde de 60-104. Em fevereiro de 1994, os Clippers trocaram Manning para o Atlanta Hawks por Dominique Wilkins. Ele jogou 25 jogos pela equipe com médias de 29,1 pontos, 7,0 rebotes e 2,2 assistências em 37,9 minutos. Após um ano no cargo, Weiss foi demitido, Wilkins saiu na free agency e o experiente treinador Bill Fitch foi contratado para guiar um novo elenco de jogadores jovens e inexperientes.

### 1994–2000: Fitch, Anaheim e ida ao Staples Center

#### Relocação de Anaheim
Anaheim, um subúrbio localizado aproximadamente 48 km ao sul do centro de Los Angeles, no Condado de Orange, manifestou interesse em obter uma franquia da NBA. A cidade, prevendo perder o time da NFL, Los Angeles Rams (que se mudou para St. Louis em 1995 por 21 temporadas antes de retornar a Los Angeles em 2016), buscava uma nova equipe profissional e começou a cortejar os Clippers, que lutavam para criar uma identidade competindo pela audiência contra os populares Lakers. De 1994 a 1999, os Clippers disputaram vários jogos anualmente (geralmente cinco a oito jogos da temporada regular por ano, além de um jogo anual de pré-temporada) na Arrowhead Pond of Anaheim, compartilhando o local com o time da NHL, Anaheim Ducks, e do Anaheim Splash do showbol. Os jogos dos Clippers regularmente atraíam uma média de público por jogo muito maior no Pond do que quando a equipe jogava em seu local regular, o Los Angeles Sports Arena. Por exemplo, entre 1994 e 1997, os Clippers atraíram uma média de quase 16.000 fãs por jogo no Pond, enquanto em Los Angeles a média era de cerca de 9.200 por jogo em casa. Autoridades de Anaheim e os Clippers já haviam discutido há anos sobre a possibilidade de mudança permanente para Anaheim antes mesmo da construção do Pond, já que Donald Sterling estava explorando opções para jogar em outras localidades da região metropolitana de Los Angeles se não houvesse um substituto para o Sports Arena sendo construído.
No entanto, os Clippers quase se mudaram para Anaheim permanentemente a tempo para a temporada de 1996-97, mas de acordo com um artigo do Los Angeles Times publicado em junho de 1996, o proprietário Donald Sterling recusou um acordo que pagaria ao time 95 milhões de dólares ao longo de 12 anos. A Odgen Corporation, que na época administrava o Pond, e a cidade de Anaheim ofereceram aos Clippers um acordo em várias etapas que incluiria até 33 milhões de dólares pagos ao time nos primeiros seis anos do acordo com o Pond, além de outras verbas destinadas a novos vestiários, escritórios do time e uma instalação de treinamento. Em outro artigo relacionado do Times, Odgen e Sterling estavam em negociações para que a empresa de gestão cuidasse das operações diárias dos Clippers por uma taxa de 4 milhões de dólares por ano. Naquela época, a Walt Disney Company, proprietária do Anaheim Ducks e do time da MLB, Anaheim Angels, estava buscando pelo menos uma participação parcial nos Clippers, com o elemento-chave sendo que suas transmissões de jogos fariam parte de uma rede regional da ESPN planejada para o sul da Califórnia. No entanto, como a rede planejada ESPN West nunca se concretizou, todos os três times continuaram a manter parcerias de transmissão com a Fox Sports West e a Prime Ticket. Isso permaneceu como um ponto de discórdia em qualquer acordo para a realocação para Anaheim, eventualmente deixando o time permanecer em Los Angeles.

#### Era Bill Fitch
Na quadra, os Clippers continuaram a fazer mudanças frequentes no elenco ao longo deste período específico, resultando apenas em uma participação nos playoffs sob o comando de Bill Fitch. Juntamente com Loy Vaught, uma coleção de jovens jogadores (incluindo Lamond Murray, Eric Piatkowski e Lorenzen Wright) e veteranos (como Pooh Richardson, Tony Massenburg, Rodney Rogers, Darrick Martin e Brian Williams), os times treinados por Fitch nesta era particular enfrentaram grandes dificuldades, embora tenham conseguido chegar aos playoffs uma vez durante esse período. O time da temporada de 1996–97 alcançou os playoffs com um recorde negativo (36–46) e foi varrido na primeira rodada pelos campeões da Conferência Oeste, o Utah Jazz, em três jogos.
No meio da temporada de 1997-98, Loy Vaught, o cestinha do time nas últimas três temporadas, passou por uma cirurgia nas costas que encerrou sua temporada. Sem ele, os Clippers terminaram com um recorde de 17–65, o terceiro pior da liga. Fitch foi demitido após a temporada (e posteriormente processou o time para recuperar o dinheiro restante em seu contrato), sendo substituído por um de seus orientados, o ex-treinador do Boston Celtics e Milwaukee Bucks, Chris Ford. Enquanto isso, a carreira de Vaught pelos Clippers estava efetivamente encerrada, já que ele saiu como agente livre após aquela temporada e assinou com o Detroit Pistons; na época de sua saída, ele era o líder de rebotes de todos os tempos da franquia com 4471 (um número que mais tarde foi superado por Elton Brand com 4710).
Os Clippers ganharam a primeira escolha geral no draft de 1998 e selecionaram o pivô Michael Olowokandi da Universidade do Pacífico. O time teve um início de 0–17 e terminou com um recorde de 9–41 na temporada encurtada pelo lockout de 1998–99. A equipe foi liderado por Maurice Taylor, que teve média de 16,8 pontos, e ganharam a quarta escolha geral no draft de 1999, que coincidiu com a mudança para o Staples Center. Os Clippers selecionaram Lamar Odom, e então contrataram o ex-All-Star e nativo de Los Angeles, Dennis Johnson, como assistente técnico, além de Kareem Abdul-Jabbar para ajudar a tutorar Olowokandi em seu segundo ano. Johnson permaneceu como assistente até o meio da temporada de 2002–03, quando assumiu como técnico principal. Abdul-Jabbar ficou apenas uma temporada, detalhando a falta de progresso de Olowokandi, que é amplamente considerado um dos maiores fracassos de draft na história da liga.
Durante a entressafra de 1999, os Clippers também enviaram Lamond Murray para o Cleveland Cavaliers em troca de Derek Anderson e Johnny Newman. No entanto, um mês depois, Newman foi trocado para o New Jersey Nets por Eric Murdock, sem ter jogado uma partida sequer pelos Clippers. O time terminou com o pior recorde da liga (15–67) na temporada de 1999–2000, enquanto os Lakers tiveram o melhor recorde naquele ano (67–15) e venceu o título da NBA.

#### Mudança para o Staples Center
Em resposta ao que foi suposto ser uma jogada de contrapeso, a Comissão do Coliseu, a entidade responsável pela administração do Los Angeles Memorial Sports Arena e do Los Angeles Memorial Coliseum, havia planejado construir uma nova arena com capacidade para 18 700 lugares no estacionamento ao lado do Sports Arena. Este projeto custaria até 94 milhões de dólares e incluiria 1100 assentos VIP, 84 suítes de luxo e uma instalação de treinamento no local para os Clippers. No entanto, esses planos foram abandonados assim que o planejamento para o Staples Center (localizado a cerca de 3,2 quilômetros diretamente ao norte do Sports Arena) começou, levando os Clippers a se tornarem inquilinos no Staples Center.
Em 1999, os Clippers juntaram-se aos Lakers e ao Los Angeles Kings, da NHL, no novo Staples Center, localizado no centro de Los Angeles. Além disso, devido aos termos do contrato de locação com o Staples Center, os Kings e os Lakers tinham prioridade na programação em relação aos Clippers, que ficavam com as datas disponíveis, inclusive agendando duplas partidas no mesmo dia entre Clippers-Lakers e Clippers-Kings. No entanto, nos anos seguintes, o agendamento dos Clippers no Staples Center gradualmente se tornou mais favorável (especialmente dado a popularidade crescente do time nos últimos anos) nas renovações de contrato em 2004 e 2013, com a equipe recebendo lucros aumentados, incluindo uma maior parte da receita das suítes de luxo e das concessões. Desde fevereiro de 2011, os Clippers esgotaram todos os jogos em casa da temporada regular e dos playoffs.

### 2000–2009: Dificuldades no Staples Center
A temporada de 2000-01 trouxe mudanças. Derek Strong foi enviado para o Orlando Magic em troca de Corey Maggette e dos direitos de draft de Keyon Dooling. Os dois escolhidos pelo Clippers no draft da NBA de 2000 eram amigos de infância de Illinois: o jogador do ensino médio Darius Miles (3ª escolha geral) e Quentin Richardson (18.ª escolha geral). O time ganhou popularidade entre os fãs com seu estilo de basquete e os Clippers melhoraram ligeiramente, registrando um recorde de 31-51. O time também liderou a NBA em pontuação vinda do banco com 37 pontos por jogo.
Para melhorar em relação à temporada anterior, os Clippers adquiriram o ala-pivô Elton Brand, de alto rendimento em pontos e rebotes, do Chicago Bulls em troca dos direitos de draft de Tyson Chandler. Brand conquistou um lugar no All-Star Game da NBA de 2002 como substituto de Shaquille O'Neal. Os Clippers competiram durante a maior parte da temporada, mas venceram apenas 3 dos últimos 12 jogos e terminaram com um recorde de 39-43. Para desafiar seriamente pela vaga nos playoffs em 2003, a franquia trocou Darius Miles para o Cleveland Cavaliers por Andre Miller, que liderou a NBA em assistências em 2001-02 com 11 por jogo. Com um armador experiente em Miller, Lamar Odom como ala-armador, um dos melhores alas-pivôs da liga em Brand e Olowokandi como pivô, além de ter um dos melhores elencos de apoio da liga, os Clippers ameaçaram uma possível corrida aos playoffs. No entanto, devido à química ruim da equipe e lesões, terminaram com um decepcionante recorde de 27-55. O técnico Alvin Gentry também foi substituído, com Dennis Johnson entrando na metade da temporada de 2002-03.
Após a temporada desastrosa anterior, o time perdeu vários de seus jogadores principais, com Andre Miller, Lamar Odom, Michael Olowokandi e Eric Piatkowski (que foi um dos jogadores com maior tempo de serviço na história da franquia) saindo via free agency antes da temporada de 2003-04. O time optou por manter Elton Brand e Corey Maggette com contratos de longo prazo. Eles, junto com Richardson, formaram um dos melhores trios de pontuação da NBA, com um total combinado de 58 pontos por jogo. Com o novo técnico principal Mike Dunleavy, Sr., eles terminaram com um recorde de 28-54, devido à inexperiência e lesões. Na temporada seguinte, novamente o time ficou fora dos playoffs, embora tenha registrado um recorde melhor do que o dos Lakers pela primeira vez desde 1993. Bobby Simmons, uma escolha de segunda rodada no draft de 2001, ganhou o Prêmio de Jogador que Mais Evoluiu em 2004-05, depois de ter médias de 16 pontos, 6 rebotes e 3 assistências. Como resultado, Simmons assinou um contrato de cinco anos e 47 milhões de dólares com o Milwaukee Bucks. Para contrabalançar a saída de Simmons, os Clippers anunciaram que iriam contratar Cuttino Mobley. O contrato de Mobley tinha o mesmo comprimento, mas custou cinco milhões a menos que o de Simmons, e marcou a primeira contratação significativa de um free agency de fora da organização desde Walton no final dos anos 70. Os Clippers também concluíram a construção de uma instalação de treino (a primeira instalação de treino da NBA dentro dos quatro cantos da cidade de Los Angeles) no desenvolvimento de Playa Vista. No meio da temporada, os Clippers negociaram Marko Jarić e Lionel Chalmers com o Minnesota Timberwolves em troca de Sam Cassell e uma escolha de primeira rodada protegida no draft de 2006.
A temporada de 2005-06 foi um ponto de virada na imagem da equipe; marcada por várias vitórias sobre equipes de elite, as performances de Elton Brand foram muito elogiadas e ele foi escolhido para o All-Star Game. Muitos jornalistas esportivos notaram a melhoria da equipe, especialmente depois de adquirir Vladimir Radmanović do Seattle SuperSonics em troca de Chris Wilcox. Embora o time tenha tido alguns períodos de derrotas, eles conseguiram manter um recorde sólido, incluindo várias séries de vitórias. Eles alcançaram seu primeiro recorde positivo em 14 temporadas e garantiram sua primeira vaga nos playoffs desde 1997. Eles também terminaram com um recorde melhor do que o dos Lakers pelo segundo ano consecutivo. Ao terminarem em sexto lugar na Conferência Oeste com um recorde de 47-35 (o melhor desde que a equipe deixou Buffalo), eles se beneficiaram do formato atual dos playoffs da NBA, onde os registros da temporada regular têm precedência sobre a divisão de vitórias, e garantiram a vantagem do mando de quadra sobre o Denver Nuggets.
Em 22 de abril de 2006, os Clippers conquistaram sua primeira vitória nos playoffs da NBA em 13 anos. Dois dias depois, venceram seu segundo jogo dos playoffs, indo 2-0 contra um adversário pela primeira vez na história da franquia. Eles perderam o Jogo 3, venceram o Jogo 4 e em 1º de maio, venceram o Jogo 5 em Los Angeles. Esta seria a primeira vitória da série de playoffs desde que se mudaram de Buffalo. Na próxima rodada, o time enfrentou o Phoenix Suns. Depois de perder um Jogo 1 acirrado, venceram o Jogo 2 por 122-97. A série mudou para o Staples Center para o Jogo 3, mas os Suns venceram por 94-91. No Jogo 4, Brand marcou 30 pontos, nove rebotes e oito assistências enquanto os Clippers empataram a série. No Jogo 5, Raja Bell fez um arremesso de três pontos crucial para os Suns faltando 1,1 segundos na primeira prorrogação para levar o jogo para uma segunda prorrogação. No entanto, Phoenix venceu na prorrogação dupla por 125-118. Eles se recuperaram com uma vitória no Jogo 6 por 118-106, salvando a série. O especialista defensivo, Quinton Ross, teve um jogo ofensivo oportuno, marcando então um recorde pessoal de 18 pontos. Brand teve 30 pontos (sua média de pontuação nesta série), 12 rebotes e cinco bloqueios. No entanto, os Clippers perderam o Jogo 7 por 127-107. O Gerente Geral, Elgin Baylor, ganhou o Prêmio de Executivo do Ano da NBA por liderar a corrida dos Clippers nos playoffs.
A temporada de 2006-07 começou com a equipe selecionando Paul Davis como a 34ª escolha geral do draft de 2006. A equipe também selecionou o porto-riquenho Guillermo Diaz como a 52ª escolha geral. Enquanto Davis assinou com a equipe, Diaz decidiu jogar no exterior. No entanto, a equipe ainda detém seus direitos de draft. Enquanto isso, eles contrataram Tim Thomas do Phoenix Suns, em um contrato de quatro anos e 24 milhões de dólares. Isso foi para compensar a saída de Vladimir Radmanović para os Lakers em um acordo semelhante. O contrato de Radmanović duraria mais um ano, mas ambos os jogadores receberiam a mesma quantia anualmente, que seria de seis milhões de dólares. Sam Cassell (amplamente creditado como o maior motivo para o sucesso recente dos Clippers) renovou por um contrato de dois anos e 13 milhões de dólares, enquanto a equipe também contratou o veterano Aaron Williams.
Apesar de várias adições, a equipe não correspondeu às expectativas, com falta de química entre os jogadores e lesões em vários titulares, incluindo Cassell, Tim Thomas e Chris Kaman, levando a equipe a contratar veteranos como Luke Jackson, Alvin Williams e Doug Christie para reforçar o banco. A decepção da temporada se agravou quando Shaun Livingston sofreu uma luxação no joelho esquerdo que resultou na ruptura de todos os ligamentos. Foi uma das lesões mais devastadoras da temporada e considerada uma das piores da história da liga. Os Clippers encerraram a temporada com um recorde de 40-42, dois jogos atrás da oitava colocação, enquanto os Lakers terminaram com um melhor recorde pela primeira vez desde a temporada de 2003-04. Os Clippers receberam a 14ª escolha do draft de 2007 no sorteio da loteria e selecionaram Al Thornton.
A temporada de 2007-08 começou de forma negativa com Elton Brand rompendo o tendão de Aquiles esquerdo. Brand perdeu a maior parte da temporada e a equipe teve dificuldades para se manter competitiva. Chris Kaman aproveitou um elenco reduzido e teve médias de 15,7 pontos e 12,7 rebotes, mas foi limitado a 56 partidas devido a várias lesões. Os Clippers terminaram a temporada com um recorde de 23-59 e focaram em reconstruir para a temporada seguinte. Tanto Brand quanto Corey Maggette deixaram a equipe, enquanto dez jogadores foram adquiridos. Baron Davis, nativo de Los Angeles e ex-jogador do Golden State Warriors, assinou um contrato de cinco anos e 65 milhões de dólares. No draft seguinte, os Clippers obtiveram a sétima escolha e selecionaram Eric Gordon. A equipe também selecionou DeAndre Jordan como a 35º escolha geral.
Em julho de 2008, eles adquiriram Marcus Camby do Denver Nuggets em troca de uma exceção de troca de dez milhões de dólares e a opção de trocar escolhas de segunda rodada em 2010. Os Clippers também adquiriram o armador Jason Hart do Utah Jazz em troca do armador Brevin Knight e assinaram com Ricky Davis por um contrato de um ano. Continuaram uma off-season ativa ao recontratarem o ex-jogador dos Clippers, Brian Skinner, em julho, enquanto trocavam por Steve Novak. Outras aquisições durante a temporada vieram na forma de Zach Randolph e Mardy Collins, que chegaram do New York Knicks em troca de Tim Thomas e Cuttino Mobley. Essa troca fez com que Kaman fosse o único membro ainda na equipe desde sua corrida nos playoffs dois anos antes.
Em outubro de 2008, Baylor encerrou seu reinado de 22 anos como vice-presidente e gerente geral das operações de basquete. Isso permanece como um dos períodos mais longos na história dos esportes profissionais. Os Clippers indicaram que Baylor se aposentou de seu cargo e, como resultado, o treinador principal Mike Dunleavy, Sr. assumiu o cargo de Gerente Geral, enquanto o diretor de pessoal de jogadores, Neil Olshey, foi promovido a gerente geral assistente. No entanto, vários relatos indicaram que Baylor foi demitido ou renunciou, e quando questionado, ele respondeu que seus advogados o aconselharam a não comentar sobre o assunto. Isso gerou especulações de que a equipe e Baylor estavam em negociações para chegar a um acordo de saída, com ele trabalhando sem um contrato formal desde o início da década de 1990.
A temporada de 2008-09 terminou com a equipe em 14º na Conferência Oeste com um recorde de 19-63. Eles foram então premiados com a primeira escolha geral no draft de 2009.

### 2009–2011: A chegada de Blake Griffin e a melhora
Com a primeira escolha geral, a equipe selecionou Blake Griffin. Para abrir espaço para ele, a equipe trocou Zach Randolph com o Memphis Grizzlies por Quentin Richardson. Richardson foi então negociado com o Minnesota Timberwolves por Sebastian Telfair, Craig Smith e Mark Madsen.
Griffin impressionou imediatamente no treinamento e na pré-temporada. Em 23 de outubro, ele quebrou a patela durante o último jogo de exibição dos Clippers contra o New Orleans Hornets. Inicialmente, os Clippers afirmaram que ele apenas tinha um joelho esquerdo dolorido, o que o tornaria questionável para a abertura da temporada na noite seguinte, antes de revelarem a fratura. A lesão deixou Griffin de fora de toda a temporada.
Em 4 de fevereiro de 2010, o técnico Mike Dunleavy renunciou e Kim Hughes foi nomeado treinador interino. Dunleavy manteve seu título e suas funções na diretoria por pouco mais de um mês, mas em 10 de março ele foi demitido do cargo de Gerente Geral, sendo substituído por Neil Olshey. Dunleavy recebeu a notícia de sua demissão pela internet, além de receber ligações de amigos e repórteres em seu celular. O Los Angeles Times relatou que Dunleavy havia entrado com um processo e que os Clippers haviam cortado seu salário, mesmo seu contrato garantido não terminando até após a temporada de 2010–11. Apesar de uma leve melhora, a equipe terminou com um recorde de 29–53 e Hughes foi demitido como técnico ao final da temporada.
Em julho, o ex-treinador do Chicago Bulls, Vinny Del Negro, foi contratado como o próximo técnico principal. Em agosto, a equipe introduziu novos designs de uniformes em uma sessão de fotos no centro de treinamento da equipe. Blake Griffin e DeAndre Jordan, que mostraram melhoria significativa nos dois anos anteriores, modelaram os novos uniformes, que foram redesenhados pela primeira vez desde a temporada de 2000–01. Os logos principal e secundário dos Clippers, que são modificações dos anteriores, foram apresentados ao público semanas antes, na noite do draft de 2010, onde os Clippers selecionaram Al-Farouq Aminu como o oitavo escolhido.
Com um Eric Gordon melhorado, Chris Kaman firme, o estreante Aminu, o pivô titular Jordan, um Baron Davis revitalizado e a estreia de Griffin, os Clippers tinham grandes expectativas para a temporada. No entanto, começaram devagar, perdendo dez dos onze primeiros jogos devido às lesões de Davis e Kaman. A equipe mostrou sua força ao conquistar três de suas quatro primeiras vitórias contra as principais equipes da Conferência Oeste. Griffin teve um começo impressionante, atraindo maior atenção da mídia nos jogos dos Clippers e aumentando a audiência das transmissões locais dos jogos da equipe. Griffin foi escolhido como reserva da Conferência Oeste no All-Star Game da NBA de 2011, uma honra rara para um novato, sendo o primeiro escolhido pelos treinadores desde Tim Duncan em 1997. Ele também venceu o Slam Dunk Contest e o Prêmio de Novato do Ano, enquanto a equipe terminou com um recorde de 32–50. À medida que o prazo de trocas se aproximava, os Clippers enviaram Baron Davis junto com sua escolha de primeira rodada de 2011 para o Cleveland Cavaliers em troca de Mo Williams e Jamario Moon. Essa escolha eventualmente se tornou a primeira escolha geral, que os Cavaliers usaram para selecionar Kyrie Irving.

### 2011–2017: Chegada de Chris Paul e "Lob City"
Em dezembro de 2011, os Clippers assinaram um contrato de 24 milhões de dólares com Caron Butler e três dias depois contrataram o veterano Chauncey Billups. Em 14 de dezembro, eles trocaram Eric Gordon, Chris Kaman, Al-Farouq Aminu e a escolha de primeira rodada de 2012 do Minnesota Timberwolves (adquirida em 2005) por Chris Paul do New Orleans Hornets. Anteriormente, Paul quase tinha sido negociado com o Los Angeles Lakers, mas o comissário da NBA, David Stern, vetou a troca (a NBA era proprietária dos Hornets na época). Paul e Griffin foram selecionados como titulares para o time da Conferência Oeste no All-Star Game da NBA de 2012, a primeira vez na história da franquia que o time teve dois titulares no All-Star Game no mesmo ano.
A equipe ganhou o apelido de "Lob City" devido a um comentário feito por Griffin durante o Media Day dos Clippers, quando a notícia da troca de Chris Paul chegou à equipe. Griffin, após ser informado por Jordan, declarou: "Sim! Vai ser Lob City!"
Em fevereiro de 2012, os Clippers contrataram Kenyon Martin. Em 6 de fevereiro de 2012, durante um jogo contra o Orlando Magic, Chauncey Billups rompeu o tendão de Aquiles e ficou fora do restante da temporada. Em março de 2012, Nick Young se juntou aos Clippers como parte de uma troca envolvendo Washington Wizards e Denver Nuggets. Ele se tornou o oitavo jogador a estrear na temporada de 2011-12.
Após uma sequência que viu os Clippers perderem 12 dos 19 jogos após a lesão de Billups, com rumores de que a carreira de Vinny Del Negro como treinador principal dos Clippers poderia estar chegando ao fim abruptamente, Los Angeles se recuperou. Os Clippers venceram 12 dos próximos 14 jogos, incluindo vitórias fora de casa sobre os campeões defensores Dallas Mavericks e o líder da Conferência Oeste, Oklahoma City Thunder, garantindo sua quinta vaga nos playoffs desde a derrota nas semifinais da conferência de 1976 para o Boston Celtics (última vez que chegaram aos playoffs como Buffalo Braves), antes de uma vitória dominante em casa sobre o Oklahoma City Thunder em 16 de abril de 2012. Foi a terceira vitória em quatro jogos da temporada regular contra o Thunder. A campanha de Chris Paul pelo prêmio de MVP da NBA estava em alta e a temporada de 2011-12 foi a primeira vez que os Clippers foram aos playoffs desde a temporada de 2005-06.
No primeiro jogo dos playoffs, os Clippers conseguiram uma incrível virada de um déficit de 27 pontos contra o Memphis Grizzlies para vencer por 99–98, marcando uma das maiores viradas da história dos playoffs. Eles lideraram a série por 3–1, mas perderam dois jogos seguidos antes de voltarem para vencer o Jogo 7 em Memphis por 82–72, tornando-se o sexto time visitante na NBA a vencer um Jogo 7 após liderar a série por 3–1 e avançar para a segunda rodada. Na segunda rodada dos playoffs, o time foi varrido pelo San Antonio Spurs. Na temporada seguinte, o GM Neil Olshey concordou em se tornar o Gerente Geral do Portland Trail Blazers. Olshey foi substituído por Gary Sacks. Na noite do draft, a equipe re-adquiriu Lamar Odom do Dallas Mavericks como parte de uma negociação envolvendo quatro equipes, que também enviou Mo Williams e Furkan Aldemir, escolhido no draft de 2012, para Utah Jazz e Houston Rockets, respectivamente. O time também enviou Reggie Evans para o Brooklyn Nets em troca do direito de trocar escolhas de segunda rodada no draft de 2016. No mesmo dia, os Clippers assinaram com o agente livre Jamal Crawford, anteriormente do Portland Trail Blazers, e renovaram com Billups por um ano. A franquia completou seu elenco para a próxima temporada com Grant Hill, Ryan Hollins e Ronny Turiaf, enquanto assinava com Matt Barnes por um ano no início da temporada.
Em 15 de dezembro de 2012, com uma vitória por 111–85 sobre o Milwaukee Bucks, os Clippers registraram sua nona vitória consecutiva, quebrando seu recorde anterior de oito vitórias estabelecido na temporada de 1991–92. Em 21 de dezembro, com uma vitória por 97–85 sobre o Sacramento Kings, eles alcançaram sua décima segunda vitória consecutiva, superando sua sequência anterior de 11 jogos na temporada de 1974–75. Em 30 de dezembro, os Clippers registraram sua décima sétima vitória consecutiva contra o Utah Jazz, vencendo por 107–96. Essa vitória também fez dos Clippers o terceiro time na história da NBA a terminar um mês invicto, encerrando dezembro com um recorde de 16–0. A sequência chegou ao fim quando perderam para o Denver Nuggets em 2 de janeiro de 2013.

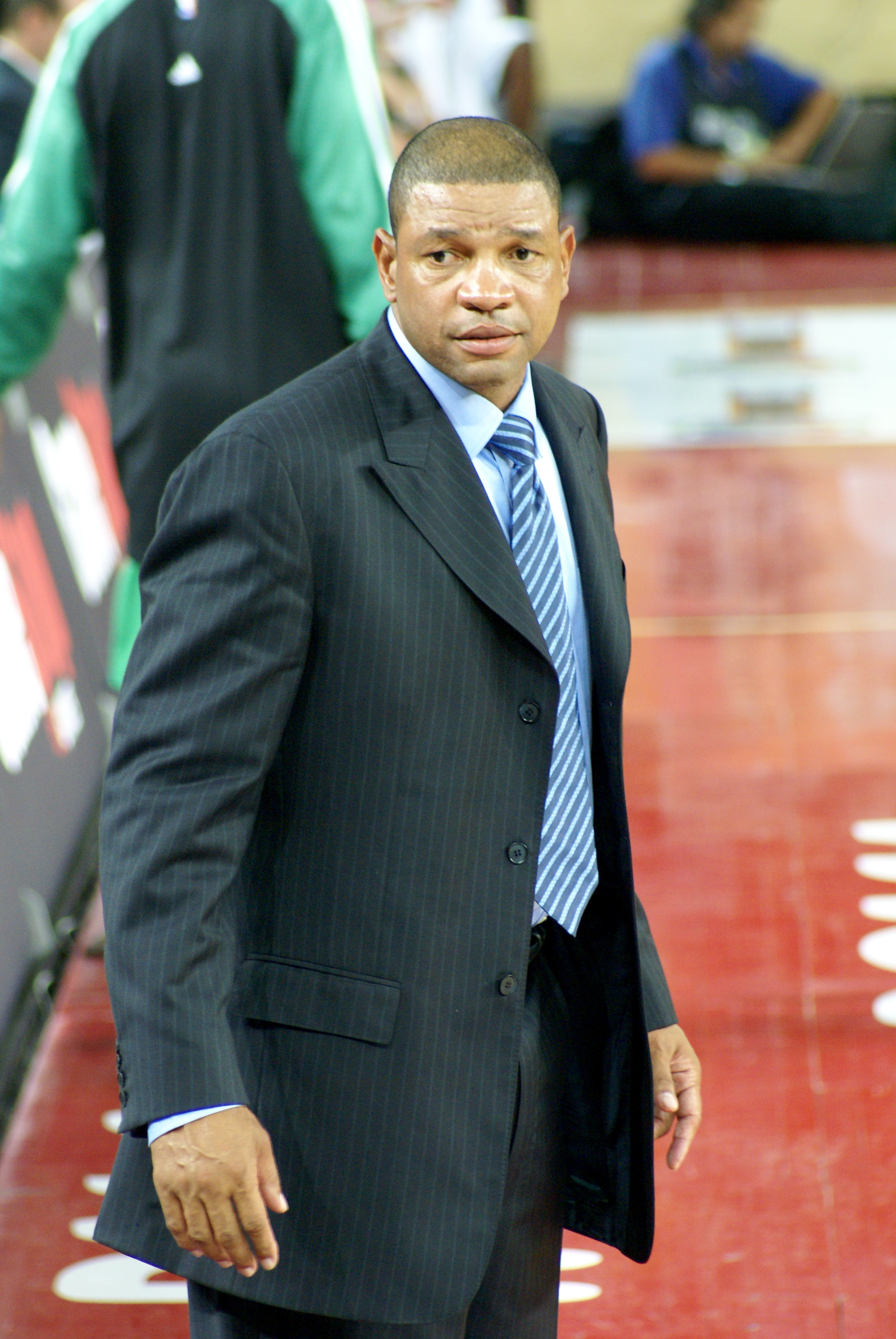
Doc Rivers se tornou o novo treinador da equipe em 2013.

Em 9 de janeiro de 2013, com uma vitória por 99–93 sobre o Dallas Mavericks, os Clippers estabeleceram outro recorde da franquia com sua 13ª vitória consecutiva em casa. No entanto, em 12 de janeiro, essa sequência de 13 vitórias em casa chegou ao fim com uma derrota por 104–101 para o Orlando Magic. Uma vitória por 126–101 sobre o Phoenix Suns levou os Clippers a alcançar a marca de 50 vitórias pela primeira vez na história da franquia, superando seu recorde anterior de 49 vitórias na temporada de 1974–75. Em 7 de abril, com uma vitória por 109–95 sobre o Los Angeles Lakers, eles varreram a série da temporada de Los Angeles e conquistaram seu primeiro título de divisão na história da franquia. A equipe terminou a temporada com um recorde de 56–26 e entraram nos playoffs como a quarta melhor colocada, enfrentando mais uma vez o quinto colocado Memphis Grizzlies.
Os Clippers chegaram a liderar a série por 2–0 após uma cesta no último segundo de Chris Paul no jogo 2. No entanto, depois de estar na frente por 2–0 na série, os Clippers perderam quatro jogos seguidos e foram eliminados na primeira rodada. Isso resultou na não renovação do contrato de Vinny Del Negro como técnico principal e na contratação de Doc Rivers, vindo do Boston Celtics. O acordo foi anunciado como incluindo duas futuras escolhas de primeira rodada no draft, além de uma cláusula anti-troca que impedia que os Clippers e os Celtics realizassem mais transações entre si, incluindo a troca de jogadores, durante a temporada de 2013–14.
Em 3 de julho de 2013, os Clippers negociaram Eric Bledsoe e Caron Butler com o Phoenix Suns em troca de Jared Dudley e JJ Redick (do Milwaukee Bucks). Clippers e Suns também enviaram uma escolha de segunda rodada cada para os Bucks. Em 7 de julho, a equipe renovou o contrato de Matt Barnes, Chris Paul e Ryan Hollins. O contrato de Paul foi por cinco anos e 105,3 milhões de dólares. O time também contratou Darren Collison para ocupar a posição de armador reserva, substituindo Bledsoe, e Chauncey Billups, que assinou com o Detroit Pistons. Em 28 de agosto, os Clippers contrataram Antawn Jamison por um ano pelo salário mínimo de veterano. Jamison jogou apenas 22 partidas e foi eventualmente trocado para o Atlanta Hawks em 20 de fevereiro de 2014, em troca dos direitos de draft de Cenk Akyol.
Em 19 de dezembro de 2013, os Clippers assinaram com o ala Stephen Jackson, que também jogou esporadicamente e foi dispensado em 7 de janeiro de 2014. Em 16 de janeiro, a equipe contratou Hedo Türkoğlu, Glen Davis e Danny Granger para o restante da temporada de 2013-14. Em 6 de março, os Clippers derrotaram seus rivais locais por 48 pontos, 142-94, a maior vitória na história da franquia e a derrota mais desequilibrada na história dos Lakers. Em 15 de abril, os Clippers quebraram o recorde de vitórias da franquia com 57. Nos playoffs, eles derrotaram o Golden State Warriors em sete jogos antes de serem eliminados pelo Oklahoma City Thunder em seis jogos na segunda rodada.

#### Controvérsia de Donald Sterling
Em 25 de abril de 2014, o site TMZ divulgou uma gravação na qual o proprietário da equipe, Donald Sterling — que já tinha um histórico de acusações de comportamento racista contra afro-americanos e latinos desde os anos 1990 — repreendeu V. Stiviano, de ascendência afro-americana e mexicana, por postar uma foto no Instagram ao lado do ex-armador do Los Angeles Lakers, Magic Johnson, e outra mulher. Sterling afirmou que estava incomodado por ela "divulgar que estava se associando a pessoas negras" e que não queria que Stiviano as trouxesse aos jogos da equipe. Os comentários de Sterling causaram uma reação negativa pública, com várias personalidades da NBA, incluindo Magic Johnson, Kareem Abdul-Jabbar, Charles Barkley, Shaquille O'Neal, LeBron James e Kobe Bryant, expressando desaprovação. Vários patrocinadores, como Kia Motors (para quem Griffin é porta-voz na televisão), State Farm Insurance e Virgin America, também cortaram laços com a equipe em resposta aos comentários de Sterling.
Houve ameaças de boicotes contra os Clippers, levando a equipe a considerar brevemente um boicote no jogo dos playoffs em 27 de abril contra o Golden State Warriors (o quarto jogo da série de playoffs da primeira rodada). Em vez disso, os jogadores dos Clippers optaram por realizar um protesto silencioso, vestindo suas camisetas ao contrário para ocultar os logotipos da equipe.
Em 29 de abril, a NBA emitiu a Donald Sterling uma suspensão vitalícia da organização após uma investigação da liga confirmar que era ele quem conversava com V. Stiviano na gravação. A NBA também impôs uma multa de 2,5 milhões de dólares a Sterling (a mais alta permitida pela NBA) e o proibiu de frequentar jogos ou treinos de qualquer equipe da NBA, de estar presente em qualquer escritório ou instalação dos Clippers e de participar de qualquer decisão de negócios da equipe, decisões de pessoal ou atividades da liga. O comissário da NBA, Adam Silver, afirmou em uma coletiva de imprensa sobre a decisão que ele tentaria forçar Sterling a vender os Clippers, o que exigiria o consentimento de três quartos dos outros 29 proprietários de equipes da liga. Posteriormente, Silver anunciou que a NBA designaria um CEO para administrar a equipe.
Antes da suspensão, Sterling disse ao colaborador da Fox News, Jim Gray, que não tinha planos de vender a equipe. A NBA nomeou Richard Parsons, ex-presidente da Citigroup e da Time Warner, como CEO interino da equipe em 9 de maio, antes de permitir que Steve Ballmer, ex-CEO da Microsoft, comprasse a equipe por dois bilhões de dólares. Para adquirir a equipe, Ballmer supostamente superou outros candidatos, incluindo Eric Piatkowski e seu grupo, Oprah Winfrey, Floyd Mayweather, Magic Johnson, bem como um grupo de financiadores coletivos. O preço de venda da equipe, que foi quatro vezes maior do que o preço esperado de compra avaliado, levantou especulações de que Ballmer pretendia realocar a equipe para Seattle, sua cidade natal. Ele havia sido anteriormente parte de um grupo de propriedade que tentou sem sucesso mover o Sacramento Kings para essa cidade, mas posteriormente afirmou que não tinha intenção de realocar os Clippers.

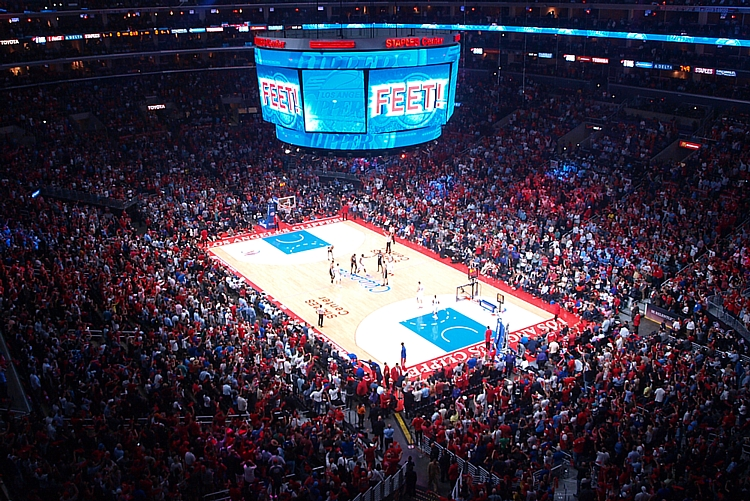
Os Clippers recebem o San Antonio Spurs no Jogo 5 da primeira rodada dos playoffs de 2015.

Em 12 de agosto de 2014, Ballmer oficialmente assumiu o controle da equipe após uma ordem de um tribunal da Califórnia que confirmou a venda. O acordo também incluiu uma estipulação de que Steve Ballmer manteria os Clippers em Los Angeles. Em 6 de novembro, a equipe contratou sua primeira executiva feminina importante, Gillian Zucker, ex-presidente do Auto Club Speedway, como presidente de operações comerciais. Zucker tornou-se uma das duas mulheres a ocupar cargos executivos em uma das quatro principais ligas profissionais de esportes nos Estados Unidos; a outra sendo Jeanie Buss, presidente e co-proprietária do Los Angeles Lakers.

#### 2014–2017: Últimas temporadas de Lob City
A primeira temporada regular de Clippers sob a propriedade de Ballmer terminou com um recorde de 56-26 e a terceira posição na Conferência Oeste. Eles enfrentaram os campeões defensores da NBA, San Antonio Spurs, vencendo a série no Jogo 7 com um arremesso decisivo de Chris Paul faltando um segundo para o fim do jogo. Na série seguinte contra o Houston Rockets, segunda cabeça de chave, os Clippers assumiram uma vantagem de 3-1 na série, incluindo vitórias por 25 e 33 pontos nos Jogos 3 e 4, respectivamente. No entanto, Houston venceu os três últimos jogos para eliminar Los Angeles. 
Na entressafra, os Clippers adquiriram Lance Stephenson, Wesley Johnson e Paul Pierce, enquanto renovaram o contrato de Austin Rivers. Griffin perdeu metade da temporada e os Clippers terminaram com a quarta cabeça de chave nos playoffs antes de serem eliminados na primeira rodada dos playoffs de 2016 pelo Portland Trail Blazers, o quinto colocado.
Os Clippers terminaram a temporada de 2016-17 com um recorde de 51-31, a quinta temporada consecutiva da equipe com pelo menos 50 vitórias, apesar das lesões de Griffin e Paul durante a temporada regular. Os Clippers venceram seus últimos sete jogos e conquistaram a quarta cabeça de chave nos playoffs ao derrotar o Sacramento Kings no último jogo da temporada. Eles enfrentaram o Utah Jazz na primeira rodada dos playoffs, mas perderam em sete jogos. Paul Pierce se aposentou após a temporada.

### 2017–2019: Reconstrução
Se preprando para uma reconstrução, os Clippers trouxeram Jerry West, duas vezes vencedor do Prêmio de Executivo do Ano, para servir como consultor especial. West foi o arquiteto por trás das dinastias do Los Angeles Lakers de 2000 a 2002 e do Golden State Warriors dos anos 2010 e também ajudou a estabelecer o Memphis Grizzlies como um contender relevante nos playoffs.
Em 28 de junho de 2017, Chris Paul foi enviado para o Houston Rockets em uma troca de Lou Williams, Patrick Beverley, Montrezl Harrell, Sam Dekker, Darrun Hilliard, DeAndre Liggins, Kyle Wiltjer, uma escolha futura de primeira rodada e considerações em dinheiro. O time manteve Griffin e adquiriu o italiano Danilo Gallinari em uma troca envolvendo três times com Denver Nuggets e Atlanta Hawks. Devido às lesões de Griffin e Gallinari e à falta de profundidade no elenco, o time estava em dificuldades até a data-limite de trocas de 2018, e trocaram Griffin para o Detroit Pistons em troca de Tobias Harris, Avery Bradley, Boban Marjanović, uma escolha protegida de primeira rodada em 2018 e uma escolha de segunda rodada em 2019. Com a profundidade adicionada, eles terminaram com um recorde positivo de 42-40, mas perderam os playoffs pela primeira vez desde 2011.
No draft de 2018, o time recebeu as escolhas 12ª e 13ª geral, selecionando Miles Bridges e Jerome Robinson, respectivamente. Em seguida, trocaram Bridges e duas escolhas futuras de segunda rodada com o Charlotte Hornets por Shai Gilgeous-Alexander. Austin Rivers foi trocado para o Washington Wizards em troca de Marcin Gortat, enquanto DeAndre Jordan, que estava no time desde 2008, optou por não renovar seu contrato e se tornou agente livre.
Apesar da saída de Griffin e Jordan para a temporada de 2018-19, os Clippers garantiram uma vaga nos playoffs e terminaram a temporada regular com um recorde de 48-34. O time enfrentou os Warriors, então bicampeões da NBA, na primeira rodada, perdendo em seis jogos.

### 2019–Presente: Era Paul George/Kawhi Leonard
Na intertemporada de 2019, Kawhi Leonard optou por sair do último ano de seu contrato com o Toronto Raptors para se tornar um dos principais agentes livres. Leonard escolheu assinar com os Clippers quando o time concordou em negociar com Paul George do Oklahoma City Thunder. Para adquirir George, os Clippers trocaram Shai Gilgeous-Alexander, Danilo Gallinari, quatro escolhas de primeira rodada desprotegidas, uma escolha de primeira rodada protegida e duas trocas de escolhas.
Após a suspensão da temporada de 2019–20, os Clippers foram um dos 22 times convidados para a Bolha da NBA para participar dos últimos 8 jogos da temporada regular. Eles terminaram o ano com um recorde de 49–23 como a segunda melhor campanha da Conferência Oeste. Apesar das altas expectativas, os Clippers falharam em vencer sua primeira série de semifinais de conferência ao ser eliminado pelo Denver Nuggets em sete jogos. A derrota marcou a segunda vez que a equipe perdeu as semifinais de conferência depois de liderar a série por 3–1. Uma semana depois, Ballmer anunciou que Doc Rivers renunciou ao cargo de treinador principal em uma decisão mútua. Ele foi sucedido por Tyronn Lue.
Apesar de perder Leonard por lesão durante os playoffs de 2021, os Clippers derrotaram o Utah Jazz nas semifinais, levando-os à sua primeira aparição nas finais da Conferência Oeste na história da franquia. A equipe perdeu as finais da conferência em seis jogos para o Phoenix Suns, impedindo-os de alcançar suas primeiras Finais da NBA.
Em 17 de setembro de 2021, foi lançada a pedra fundamental para o Intuit Dome, que será a arena dos Clippers a partir da temporada de 2024–25. Devido à lesão durante os playoffs, Leonard perdeu toda a temporada de 2021–22. Em agosto de 2021, os Clippers negociaram Patrick Beverley, Rajon Rondo e uma escolha de 2025 para o Memphis Grizzlies em troca de Eric Bledsoe, que foi trocado em fevereiro de 2022 junto com Justise Winslow e Keon Johnson por Norman Powell e Robert Covington. Os Clippers encerraram a temporada com um recorde de 42–40, se qualificando para o Play-In, mas não avançou devido a derrotas para Minnesota Timberwolves e o New Orleans Pelicans.
Na temporada seguinte, os Clippers adquiriram o ex-MVP Russell Westbrook e John Wall via agência livre. Wall foi posteriormente negociado por Eric Gordon como parte de uma troca envolvendo três equipes. A equipe terminou a temporada com um recorde de 44–38 e se classificou para os playoffs, mas foi eliminado na primeira rodada devido a lesões de Kawhi Leonard e Paul George.
Perto do início da temporada de 2023–24, os Clippers negociaram Marcus Morris, Kenyon Martin Jr., Nicolas Batum e Robert Covington com o Philadelphia 76ers por P. J. Tucker, Filip Petrušev e James Harden. Na última temporada na Crypto.com Arena, eles começaram lentamente, mas quando Terance Mann substituiu Westbrook na formação inicial, os Clippers se destacaram. Eles garantiram um lugar nos playoffs em 11 de abril de 2024 e terminaram como a quarta melhor campanha na Conferência Oeste com um recorde de 51–31.

## Rivalidades

### Los Angeles Lakers
A rivalidade entre o Clippers e o Los Angeles Lakers é única porque são os únicos dois times da NBA a compartilhar uma arena, a Crypto.com Arena. É também uma das únicas duas rivalidades intra-cidade na NBA, sendo a outra a rivalidade entre o New York Knicks e o Brooklyn Nets.
Historicamente, os fãs de Los Angeles têm favorecido os Lakers. Alguns argumentam que o termo "rivalidade" é inadequado devido ao sucesso histórico do Lakers e à falta de sucesso histórica do Clippers.

## Ginásio
- Buffalo Memorial Auditorium (1970-1978)
- San Diego Sports Arena (1978-1984)
- Los Angeles Memorial Sports Arena (1984-1999)
- Arrowhead Pond (1994-1999)
- Crypto.com Arena (1999-2024)
- Intuit Dome (2024-)

Em 15 de junho de 2017, os Clippers e a cidade de Inglewood entraram em um acordo de negociação exclusiva, no qual o time planeja construir uma nova arena financiada privadamente com capacidade para 18.000 a 20.000 espectadores, o Inglewood Basketball and Entertainment Center, com previsão de abertura até 2024, quando o atual contrato de locação da equipe com a Crypto.com Arena expira. A arena planejada deverá estar localizada ao sul do SoFi Stadium, casa do Los Angeles Rams e Los Angeles Chargers da NFL. A arena também abrigará uma instalação de treinamento e a sede da equipe, já que a atual instalação de treinamento do time ainda é de propriedade do Sterling Family Trust e é alugada para o time.
A arena planejada encontrou oposição imediata do Kia Forum nas proximidades e de sua operadora, a Madison Square Garden Company (empresa controladora do New York Knicks), que acusou os Clippers e o governo da cidade de Inglewood de "negociações obscuras" e temeu que uma nova arena desviasse eventos do local recentemente renovado, que é uma arena esportiva convertida em casa de shows. Em março de 2020, Steve Ballmer, proprietário dos Clippers, chegou a um acordo com a Madison Square Garden Company para comprar o Forum, eliminando qualquer oposição relacionada à construção da nova arena do Clippers.
Em 25 de julho de 2019, os Clippers divulgaram imagens da arena com a construção planejada para começar em 2021 e ser concluída no outono de 2024, após o término do contrato de locação do Staples Center. Em 17 de setembro de 2021, os Clippers revelaram as primeiras representações da nova arena com um custo esperado de até dois bilhões de dólares. O time também revelou o nome da arena como Intuit Dome, através de um contrato de direitos de nomeação de 23 anos com a Intuit no valor de 500 milhões de dólares.

## Jogadores

### Direitos de draft
Os Cavs detém os direitos de draft para as seguintes escolhas não assinadas que jogam fora da NBA. Um jogador selecionado, um selecionado internacional ou um selecionado da faculdade que não seja contratado pela equipe que o selecionou, poderá assinar com qualquer time que não seja da NBA. Nesse caso, a equipe mantém os direitos de Draft do jogador na NBA até um ano após o término do contrato do jogador com a equipe que não é da NBA. Esta lista inclui direitos de Draft que foram adquiridos de negociações com outras equipes.
| Draft | Rodada | Escolha | Jogador         | Nacionalidade | Time atual                | Nota                                                   | Ref     |
| ----- | ------ | ------- | --------------- | ------------- | ------------------------- | ------------------------------------------------------ | ------- |
| 2022  | 2      | 46      | Ismaël Kamagate | França        | Derthona Basket (Itália)  | Adquirido do Detroit Pistons (via Portland and Denver) | [ 156 ] |
| 2015  | 2      | 60      | Luka Mitrović   | Sérvia        | Estrela Vermelha (Sérvia) | Adquirido do Philadelphia 76ers (via Sacramento)       | [ 157 ] |

## Estatísticas gerais
Estatísticas atualizadas em 20 de janeiro de 2025.

### Jogos
| #   | País           | Nome            | Período   | Jogos |
| --- | -------------- | --------------- | --------- | ----- |
| 1.  | Estados Unidos | DeAndre Jordan  | 2008–2018 | 750   |
| 2.  | Estados Unidos | Randy Smith     | 1971–1979 | 715   |
| 3.  | Estados Unidos | Eric Piatkowski | 1994–2004 | 616   |
| 4.  | Estados Unidos | Loy Vaught      | 1990–1998 | 558   |
| 5.  | Estados Unidos | Corey Maggette  | 2000–2008 | 512   |
| 6.  | Estados Unidos | Blake Griffin   | 2009–2018 | 504   |
| 7.  | Estados Unidos | Chris Kaman     | 2003–2011 | 493   |
| 8.  | Croácia        | Ivica Zubac     | 2019–     | 470   |
| 9.  | Estados Unidos | Elton Brand     | 2001–2008 | 459   |
| 10. | Estados Unidos | Gary Grant      | 1988–1995 | 446   |

### Pontos
| #   | País           | Nome           | Período   | Pontos |
| --- | -------------- | -------------- | --------- | ------ |
| 1.  | Estados Unidos | Randy Smith    | 1971–1979 | 12.735 |
| 2.  | Estados Unidos | Blake Griffin  | 2009–2018 | 10.863 |
| 3.  | Estados Unidos | Bob McAdoo     | 1972–1977 | 9.434  |
| 4.  | Estados Unidos | Elton Brand    | 2001–2008 | 9.336  |
| 5.  | Estados Unidos | Corey Maggette | 2000–2008 | 8.835  |
| 6.  | Estados Unidos | Chris Paul     | 2011–2017 | 7.674  |
| 7.  | Estados Unidos | Danny Manning  | 1988–1994 | 7.120  |
| 8.  | Estados Unidos | DeAndre Jordan | 2008–2018 | 7.078  |
| 9.  | Estados Unidos | Loy Vaught     | 1990–1998 | 6.614  |
| 10. | Estados Unidos | Kawhi Leonard  | 2019–     | 6.483  |

### Rebotes
| #   | País           | Nome            | Período   | Rebotes |
| --- | -------------- | --------------- | --------- | ------- |
| 1.  | Estados Unidos | DeAndre Jordan  | 2008–2018 | 7.988   |
| 2.  | Estados Unidos | Elton Brand     | 2001–2008 | 4.710   |
| 3.  | Estados Unidos | Blake Griffin   | 2009–2018 | 4.686   |
| 4.  | Canadá         | Loy Vaught      | 1990–1998 | 4.471   |
| 5.  | Croácia        | Ivica Zubac     | 2019–     | 4.298   |
| 6.  | Estados Unidos | Bob McAdoo      | 1972–1977 | 4.229   |
| 7.  | Países Baixos  | Swen Nater      | 1977–1983 | 4.168   |
| 8.  | Estados Unidos | Chris Kaman     | 2003–2011 | 4.109   |
| 9.  | Estados Unidos | Benoit Benjamin | 1985–1991 | 3.538   |
| 10. | Estados Unidos | Randy Smith     | 1971–1979 | 2.985   |

### Assistências
| #   | País           | Nome             | Período   | Assistências |
| --- | -------------- | ---------------- | --------- | ------------ |
| 1.  | Estados Unidos | Chris Paul       | 2011–2017 | 4.023        |
| 2.  | Estados Unidos | Randy Smith      | 1971–1979 | 3.498        |
| 3.  | Estados Unidos | Gary Grant       | 1988–1995 | 2.810        |
| 4.  | Estados Unidos | Norm Nixon       | 1984–1989 | 2.540        |
| 5.  | Estados Unidos | Blake Griffin    | 2009–2018 | 2.133        |
| 6.  | Estados Unidos | Ron Harper       | 1989–1994 | 1.463        |
| 7.  | Estados Unidos | Ernie DiGregorio | 1973–1977 | 1.457        |
| 8.  | Estados Unidos | Mark Jackson     | 1992–1994 | 1.402        |
| 9.  | Estados Unidos | Baron Davis      | 2008–2011 | 1.398        |
| 10. | Estados Unidos | Pooh Richardson  | 1994–1999 | 1.397        |

## Treinadores
Houve 25 treinadores principais dos Clippers. O primeiro treinador da franquia foi Dolph Schayes, que treinou por 83 jogos em duas temporadas. Mike Dunleavy é o treinador com mais jogos na temporada regular (541). Doc Rivers é o líder de todos os tempos da franquia em jogos da temporada regular vencidos (307), jogos de playoffs (46) e jogos de playoffs vencidos (22). O atual treinador principal dos Clippers é Tyronn Lue.
|                      |                    |               | Temporada regular | Temporada regular | Temporada regular | Temporada regular | Playoffs | Playoffs | Playoffs | Playoffs |                                                  |            |
| #                    | Nome               | Tempo         | J                 | V                 | D                 | %                 | J        | V        | D        | %        | Conquistas                                       | Referência |
| Buffalo Braves       |                    |               |                   |                   |                   |                   |          |          |          |          |                                                  |            |
| 1                    | Dolph Schayes      | 1970–1971     | 83                | 22                | 61                | .265              | —        | —        | —        | —        |                                                  | [ 159 ]    |
| 2                    | Johnny McCarthy    | 1971–1972     | 81                | 22                | 59                | .272              | —        | —        | —        | —        |                                                  | [ 160 ]    |
| 3                    | Jack Ramsay        | 1972–1976     | 328               | 158               | 170               | .482              | 22       | 9        | 13       | .409     | Top 10 treinadores na história da NBA (1996)     | [ 162 ]    |
| 4                    | Tates Locke        | 1976–1977     | 46                | 16                | 30                | .348              | —        | —        | —        | —        |                                                  | [ 163 ]    |
| 5                    | Bob MacKinnon      | 1977          | 7                 | 3                 | 4                 | .429              | —        | —        | —        | —        |                                                  | [ 164 ]    |
| 6                    | Joe Mullaney       | 1977          | 29                | 11                | 18                | .379              | —        | —        | —        | —        |                                                  | [ 165 ]    |
| 7                    | Cotton Fitzsimmons | 1977–1978     | 82                | 27                | 55                | .329              | —        | —        | —        | —        |                                                  | [ 166 ]    |
| San Diego Clippers   |                    |               |                   |                   |                   |                   |          |          |          |          |                                                  |            |
| 8                    | Gene Shue          | 1978–1980     | 164               | 78                | 86                | .476              | —        | —        | —        | —        |                                                  | [ 167 ]    |
| 9                    | Paul Silas         | 1980–1983     | 246               | 78                | 168               | .317              | —        | —        | —        | —        |                                                  | [ 168 ]    |
| 10                   | Jim Lynam          | 1983–1984     | 82                | 30                | 52                | .366              | —        | —        | —        | —        |                                                  | [ 169 ]    |
| Los Angeles Clippers |                    |               |                   |                   |                   |                   |          |          |          |          |                                                  |            |
| —                    | Jim Lynam          | 1984–1985     | 61                | 22                | 39                | .361              | —        | —        | —        | —        |                                                  |            |
| 11                   | Don Chaney         | 1985–1987     | 185               | 53                | 132               | .286              | —        | —        | —        | —        |                                                  | [ 170 ]    |
| —                    | Gene Shue          | 1987–1989     | 120               | 27                | 93                | .225              | —        | —        | —        | —        |                                                  |            |
| 12                   | Don Casey          | 1989–1990     | 126               | 41                | 85                | .325              | —        | —        | —        | —        |                                                  | [ 171 ]    |
| 13                   | Mike Schuler       | 1990–1992     | 127               | 52                | 75                | .409              | —        | —        | —        | —        |                                                  | [ 172 ]    |
| 14                   | Mack Calvin        | 1992          | 2                 | 1                 | 1                 | .500              | —        | —        | —        | —        |                                                  | [ 173 ]    |
| 15                   | Larry Brown        | 1992–1993     | 117               | 64                | 53                | .547              | 10       | 4        | 6        | .400     | 15 Maiores treinadores na história da NBA (2021) | [ 174 ]    |
| 16                   | Bob Weiss          | 1993–1994     | 82                | 27                | 55                | .329              | —        | —        | —        | —        |                                                  | [ 175 ]    |
| 17                   | Bill Fitch         | 1994–1998     | 328               | 99                | 229               | .302              | 3        | 0        | 3        | .000     | Top 10 treinadores na história da NBA (1996)     | [ 176 ]    |
| 18                   | Chris Ford         | 1998–2000     | 95                | 20                | 75                | .211              | —        | —        | —        | —        |                                                  | [ 177 ]    |
| 19                   | Jim Todd           | 2000          | 37                | 4                 | 33                | .108              | —        | —        | —        | —        |                                                  | [ 178 ]    |
| 20                   | Alvin Gentry       | 2000–2003     | 222               | 89                | 133               | .401              | —        | —        | —        | —        |                                                  | [ 179 ]    |
| 21                   | Dennis Johnson     | 2003          | 24                | 8                 | 16                | .333              | —        | —        | —        | —        |                                                  | [ 180 ]    |
| 22                   | Mike Dunleavy, Sr. | 2003–2010     | 541               | 215               | 326               | .397              | 12       | 7        | 5        | .583     |                                                  | [ 181 ]    |
| 23                   | Kim Hughes         | 2010          | 33                | 8                 | 25                | .242              | —        | —        | —        | —        |                                                  | [ 182 ]    |
| 24                   | Vinny Del Negro    | 2010–2013     | 230               | 128               | 102               | .557              | 17       | 6        | 11       | .353     |                                                  | [ 183 ]    |
| 25                   | Doc Rivers         | 2013–2020     | 564               | 356               | 208               | .631              | 59       | 27       | 32       | .458     |                                                  | [ 184 ]    |
| 26                   | Tyronn Lue         | 2020–Presente | 318               | 184               | 134               | .579              | 24       | 11       | 13       | .458     |                                                  | [ 185 ]    |